# Giovanna Elisabetta Bichier des Ages
Jeanne-Elisabeth Bichier des Ages, ovvero Giovanna Elisabetta Bichier des Ages  (Le Blanc, 5 luglio 1773 – La Puye, 26 agosto 1838), è stata una religiosa francese, fondatrice della congregazione Figlie della Croce. È stata proclamata santa nel 1947 da papa Pio XII.

## Biografia
Nacque da una nobile famiglia del Poitou. Dotata di profondo senso religioso, sconvolta dallo stato di scristianizzazione delle campagne francesi dopo la Rivoluzione, si pose sotto la direzione spirituale di Andrea Uberto Fournet, curato di Maillé, stabilendosi in questo paese per portare soccorso ai poveri e dare una formazione alle giovani contadine.
Nel 1807, con l'aiuto del Fournet e di alcune compagne, fondò a Saint-Pierre-de-Maillé la congregazione delle Figlie della Croce, dette anche Suore di Sant'Andrea. È stata proclamata santa nel 1947 da papa Pio XII. Memoria liturgica il 26 agosto.